# Островок (Львовская область)
Островок (укр. Острівок) — село в Белзской городской общине Шептицкого района Львовской области Украины.
Население по переписи 2001 года составляло 139 человек. Занимает площадь 0,43 км². Почтовый индекс — 80067. Телефонный код — 3257.

## История
В 1946 г. Указом ПВС УССР село Остобож переименовано в Островок.